# Quận Wichita, Kansas
Quận Wichita là một quận thuộc tiểu bang Kansas, Hoa Kỳ. Theo điều tra dân số năm 2000 của Cục điều tra dân số Hoa Kỳ, quận có dân số 2531 người. Quận lỵ là Leoti.6 
Cần phân biệt quận này với thành phố Wichita, cách 400 km ở nam trung bộ Kansas. 